# Мандулови
Рода Мандулови произхожда от Средногорският град Копривщица. От него идват свещеници, учители, лекари, юристи и революционери.

## Произход на името
Според д-р Антоанета Илиева, събрала спомените на своите предци, името на фамилията произхожда от легенда за един от синовете им, комуто постоянно се е повтаряло, че трябва да затваря портата към дома с ма̀ндолото. Така покрай това момче хората започнали да наричат всички тях Ма̀ндолови. За родоначалници на семейството са считани Атанас (Тако) Стоянов Мандулов (около 1800) и жена му Дона Ганчова Цицелкова.

## Родът
Децата на Атанас и Дона – Вельо, Никола, Спас и Анка, дават начало на различните четири разклонения на този род.
Вельо Атанасов Мандулов (1866 – 1957) е поборник в Априлското въстание от 1876 г. В началото на XX век е член на няколко учителски синдиката и библиотекар в местното читалище. Заедно с жена си Койка Чипева подпомага дейността на Безплатната ученическа трапезария „Велика и Иван Личеви“ в града. Децата им са Петко, просветен деец, Никола, индустриалец, а дъщеря им Елисавета е аптекарка. Синът на братовчед му, също Вельо Мандулов, Нешо Мандулов (1902 – 1939), е анархист и есперантист. Загива в концентрационните лагери на ГУЛАГ през 1939 г. Другият син на семейството, Георги Мандулов (1904 – 1925), също анархист, е разстрелян по време на Деветоюнския преврат от 1925 г. Пенка Мандулова е професор по вътрешни болести, пулмология и фтизиатрия. Пише учебници по белодробни болести и такива, свързани с туморите на белия дроб. Тя е записана в Международния регистър по имунотерапия на туморите, издаван в САЩ. На тези теми има повече от петнадесет издания в чужбина и над сто участия в научни конференции.
Никола Атанасов Мандулов (1870 – 1948) е многогодишен свещеник в копривщенския храм „Свети Николай“. Със своята жена Мария Азманова има многолюдно семейство с общо девет деца – Атанас, Донка, Нестор, Владимир, Георги, Парашкева, Спас, Максим и Димитър. По препоръка на Пловдивската митрополия семейството на поп Никола се мести в Асеновград, където енориашите са повече, и там има по-добро препитание поради западащата икономически по това време Копривщица. Свещеникът е погребан в местната църква „Свети Георги“, където преди това служи.
Спас Атанасов Мандулов, копривщенски търговец, е убит от турците по време на пътуванията си до Цариград. Баща е също на много деца – Вельо, Донка, Ганка, Грую, Радка и Пенка, живеещи в Асеновград и Пловдив.
Анка Атанасова Мандулова е омъжена в копривщенския род Душкови и е майка на детския писател Атанас Душков.
Николай Спасов Мандулов, киноактьор и режисьор в Българска национална телевизия, възпитаник на НАТФИЗ „Кръстьо Сарафов“.